# Льодовикова ера

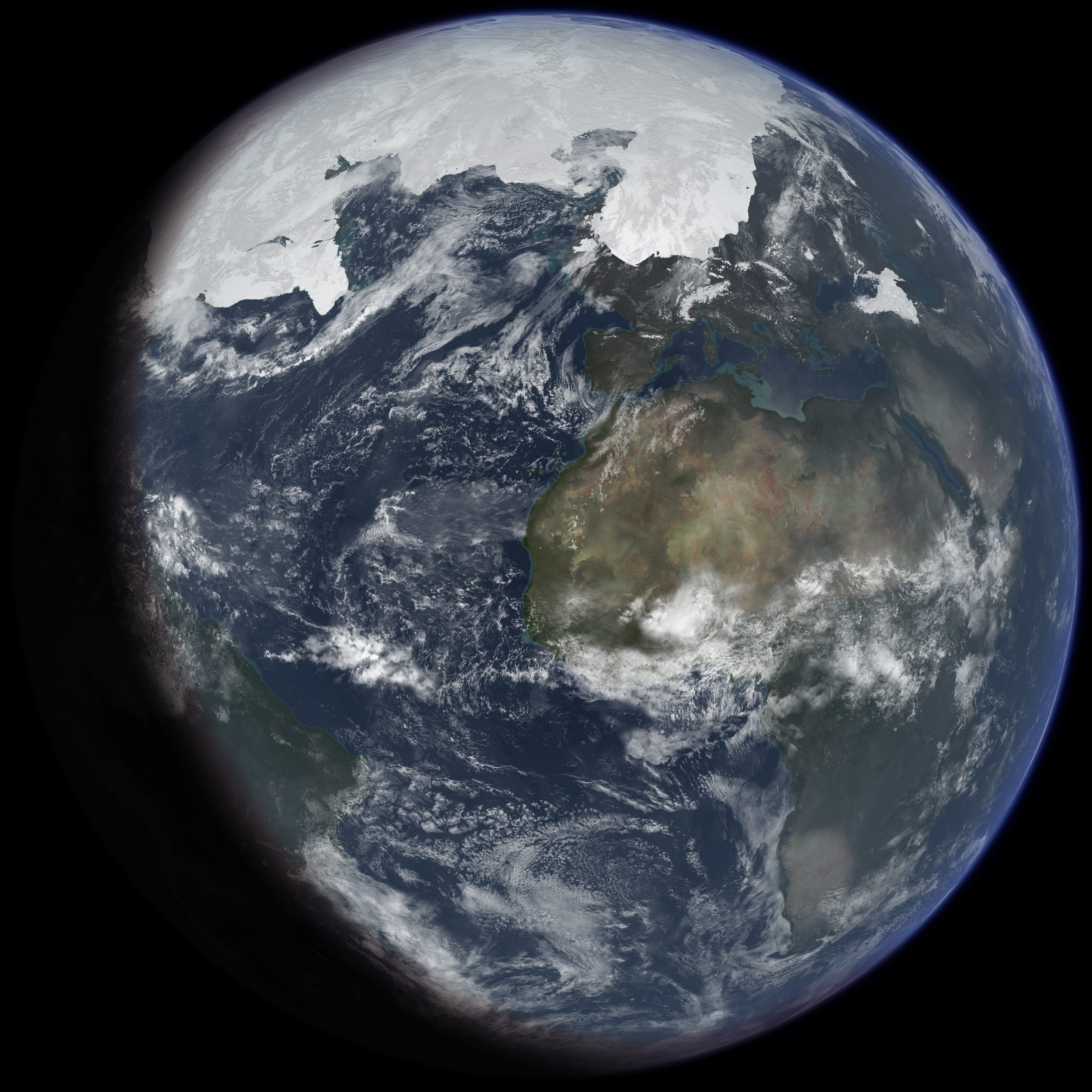
Вид на Землю з космосу за часів льодовикового максимуму, згідно з: «Ice age terrestrial carbon changes revisited» by Thomas J. Crowley (Global Biogeochemical Cycles, Vol. 9, 1995, pp. 377—389)

Льодовиковий період, льодовикова ера — тривалий етап геологічної історії Землі, під час якого відбувалось значне зниження температури атмосфери на великих територіях, що призводило до утворення або розширення континентальних льодовикових щитів, полярних шапок та альпійських льодовиків. Льодовикові епохи (гляціали) перемежовуються відносно теплими періодами — міжльодовиковими (інтергляціалами). Трактування гляціологією льодовикової ери: «наявність великих льодовикових щитів в північній і південній півкулях». Згідно з цим визначенням, ми все ще живемо під час інтергляціалу льодовикового періоду, який розпочався у плейстоцені, бо й наразі існують Гренландський і Антарктичний льодові щити

## Основні льодовикові ери
За історію Землі було щонайменше п'ять великих льодовикових ер. Поза цими льодовиковими ерами, Земля, ймовірно, була вільна від льоду навіть у високих широтах.
Першою льодовиковою епохою було Гуронське зледеніння близько 2,4–2,1 млрд років тому, ранній протерозой. Палеопротерозойські льодовикові відкладення були знайдені на північному узбережжі озера Гурон і в західній Австралії.
Наступна льодовикова ера відбулася 850–630 мільйонів років тому (кріогеній), це був час максимального зледеніння, під час якого льодовикові щити досягли екватора (так зв. Земля-сніжка). Наявність льоду на континентах і пакового льоду в океані перешкоджала силікатному вивітрюванню і фотосинтезу, що наразі є двома основними поглиначами CO2. Існує гіпотеза про взаємозв'язок кліматичних умов цієї епохи і едіакарійського і кембрійського вибухів, хоча вона — новітня і суперечлива.
Мала льодовикова ера, Андсько-Сахарська, відбулася 460–420 мільйонів років тому, за часів пізнього ордовику і силуру.
Еволюція наземних рослин на початку девонського періоду призвела до довгострокового збільшення планетарного рівня кисню і зниження рівня CO2, що призвело до Льодовикової ери Карру. Епоха названа на честь льодовикових відкладень регіону Карру в Південній Африці, де існування цієї льодовикової епохи було вперше чітко визначене. Великі полярні льодовикові шапки існували в Південній Африці 360–260 мільйонів років тому, протягом кам'яновугільного і раннього пермського періодів.
Сучасна льодовикова ера, пліоцен-четвертинне зледеніння, почалася близько 2 580 000 років тому наприкінці пліоцену, коли почалося поширення льодовикових щитів у Північній півкулі. З тих пір відбулося кілька гляціалів (льодовикових періодів) і інтергляціалів. Наразі ми живемо в період інтергляціалу, останній льодовиковий період закінчився близько 10 000 років тому. Все, що залишилося від континентальних льодовикових щитів — Гренландський і Антарктичний льодові щити та дрібніші льодовики, наприклад на Баффіновій Землі.

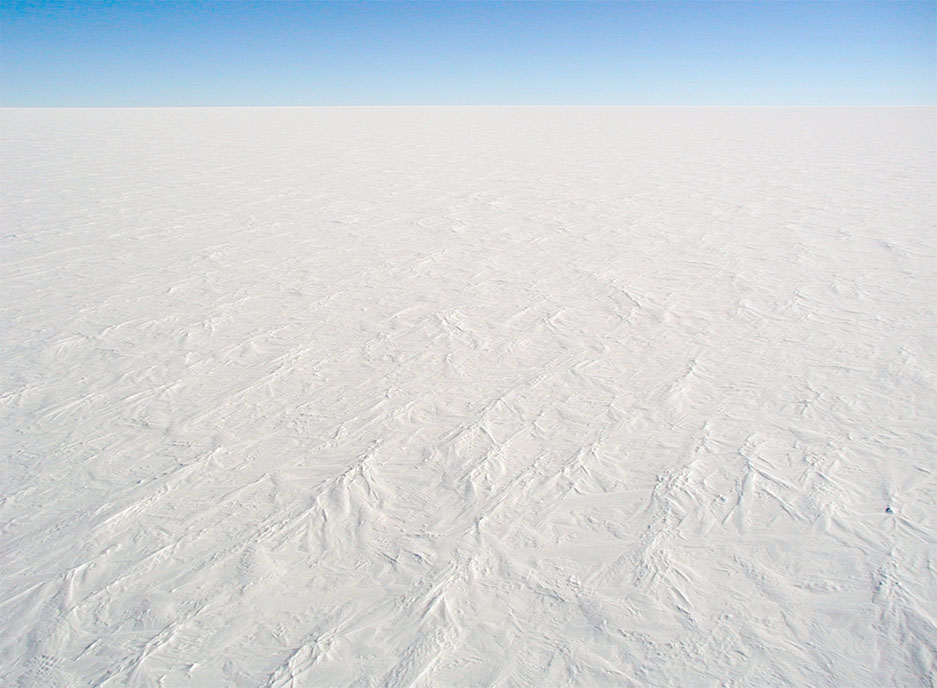
Антарктичний льодовиковий щит
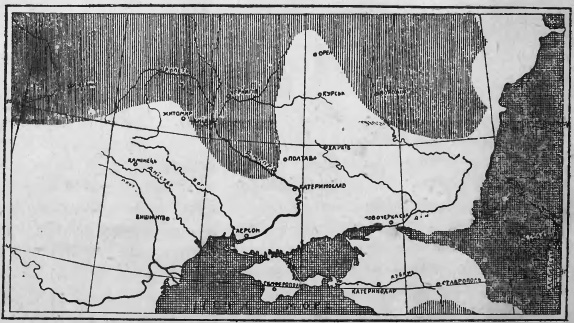
Терени України в льодовикову еру: III льодовики; заштриховане темніше — море
Перепади температури, CO2 і пилу згідно з кернами льоду на станції Восток за останні 400 тис. років
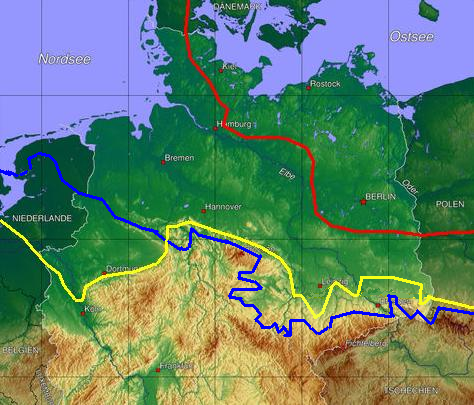
Мапа максимального просування льодовиків у Центральній Європі. Червона лінія — Віслинське; жовта — Рісське, синя — Ельстерське

## Теорії льодовикового періоду
- Астрономічна теорія льодовикового періоду
- Теорія льодовикового періоду Джеймса Кролля
- Теорія льодовикового періоду Міланковича

## Ресурси Інтернету
- Cracking the Ice Age [Архівовано 2 лютого 2014 у Wayback Machine.] from PBS
- Development of the glacial theory, 1800—1870
- Overview of the Uplift-Weathering Hypothesis
- Eduard Y. Osipov ., Oleg M. Khlystov. Glaciers and meltwater flux to Lake Baikal during the Last Glacial Maximum. [Архівовано 12 березня 2016 у Wayback Machine.]
- (http://www.bbc.co.uk/news/science-environment-16439807 [Архівовано 17 листопада 2015 у Wayback Machine.])
- Льодовиковий період. Відео